# Peer-to-peer anónimo
Una red peer-to-peer anónimo o red de pares anónimos es una red informática o tipo particular de red entre pares (P2P) en la que los usuarios y sus nodos son pseudoanónimos por defecto. Por tanto este tipo de tecnologías pertenecen a la llamada red oscura. La principal diferencia entre las redes habituales y las anónimas está en el método de encaminamiento de las respectivas arquitecturas de redes. Estas redes permiten el flujo libre de información.
El interés de la comunidad P2P, en el anonimato, ha incrementado muy rápidamente desde hace unos años por varias razones, entre ellas se encuentra la desconfianza en todos los gobiernos y los permisos digitales. Tales redes suelen ser utilizadas por aquellos que comparten ficheros (música, películas, etc.) con copyright. Muchas asociaciones referentes a la defensa de los derechos de autor han amenazado con demandar a algunos usuarios de redes P2P no anónimas.

## P2P anónimo como un nombre equivocado
El nombre de Peer-to-Peer anónimo puede entenderse como un nombre equivocado. Esto es debido a su diseño, un nodo de la red debe tener un pseudónimo desde que tiene que tener una «dirección» para poder ser alcanzado por otro nodo igual para intercambiar datos. Sin embargo, normalmente esta dirección, especialmente en redes anónimas, no contienen ninguna información que pueda permitir la identificación. Por tanto, un usuario es casi pero no completamente anónimo. En las redes amigo-a-amigo, solamente los amigos del usuario pueden saber que su dirección está siendo usada para intercambiar archivos.
Cuando se reciben datos en cualquier red, esta debe venir de algún sitio y los datos se deben haber pedido anteriormente por alguien. El anonimato viene de la idea en la que nadie sabe quién requiere la información ya que es difícil, pero no imposible, determinar si un usuario ha pedido los datos para él mismo o simplemente está pidiendo datos que le ha requerido otro usuario. El resultado final es que todo el mundo en una red anónima actúa como un emisor y un receptor universal para mantener el anonimato.
Si la gente son solo receptores universales y no envían, entonces uno que supiera que la información que estuviera pidiendo fuera solo para ellos, borrando cualquier negación plausiable que fueran recogedores (y consumidores) de la información. Por tanto, para mantener el anonimato, uno debe transportar la información para otros sobre la red.

## Usos del Peer-to-Peer anónimo
Hay muchos usos personales de la tecnología P2P anónima que incluyen los siguientes:
- Navegación por Internet anónima evitando el registro de los visitantes
- Bloquear a los gobiernos la posibilidad de coleccionar listas de visitantes de sitios web
- Burlar la censura de los empresarios, ISPs, escuelas o gobiernos
- Protección frente a inspectores gubernamentales

Los gobiernos también están interesados en la tecnología P2P anónima. La Armada de los Estados Unidos está financiando el desarrollo de la red Onion Routing Tor de Free Haven para las negociaciones políticamente sensibles y ayudar en la ocultación de la identidad de empleados del gobierno en la recogida de información de inteligencia.

## Puntos de vista sobre la deseabilidad del P2P anónimo
Los promotores del P2P anónimo a veces discuten que esta tecnología es deseable y en algunos casos necesaria para asegurar la libertad de expresión y la libertad de movimiento de información. Reclaman que la verdadera libertad de expresión, especialmente en temas controvertidos, es difícil o imposible a menos que las personas puedan hablar bajo el anonimato. Argumentan que si el anonimato no es posible, uno podría sufrir amenazas o represalias por representar un punto de vista no popular. Esta es una de las razones por las que el voto es secreto en muchas democracias.
Los oponentes argumentan que mientras los sistemas P2P anónimos pueden apoyar la protección de discursos impopulares, también protegen actividades ilegales no protegidas bajo el derecho a la libertad de expresión, tales como el fraude, injurias, el intercambio de pornografía ilegal, la planificación de actividades criminales, la distribución de correo basura no traceable, o ataques de denegación de servicio. Mantienen que las ventajas que ofrecen estos sistemas no ganan a las desventajas, y que los actuales canales de comunicación son ya suficientes para los discursos impopulares.

## Consecuencias del anonimato en P2P
Algunos creen que estas redes ayudan al terrorismo. Hay varias respuestas a estas críticas, la primera es que la información es neutral y que hay gente actuando sobre la información, lo que es bueno o malvado. Una segunda es que estas cuestiones son ejemplos de pánicos morales, y que si las redes de iguales anónimas hubieran estado activas durante los años 1950 o 1960, seguramente habrían sido atacadas por portar información sobre los derechos civiles o el anarquismo.
Otras cuestiones incluyen las siguientes:
- Spam anónimo y ataques de denegación de servicio. La mayoría de estos ataques pueden evitarse en mayor o menor medida.
- Es difícil o imposible sostener leyes que puedan ser quebrantadas a través de las redes P2P. Esto podría liderar la caída de la propiedad intelectual (ver Gestión digital de derechos).
- Con dinero anónimo, sería posible poner en marcha mercados anónimos donde uno pudiera comprar y vender todo lo que quisiera de manera anónima. Mercados de mercenarios sería la otra cara de esto. Hay que notar que la transferencia de productos físicos entre el comprador y el vendedor dificultan el anonimato.
- Es fácil publicar cualquier información que quieras sin la posibilidad de tener que revelar tu identidad física. Esto podría ser usado para publicar información de manera abierta que el gobierno prohíbe, como el warez, software que viola las patentes de software. Por otro lado, la información comprometida que el gobierno quiere mantener encubierta, tales como cuestiones de corrupción podría ser publicadas.
- El dinero anónimo podría servir para evitar la recolección de impuestos. Eso podría provocar un movimiento hacia el anarcocapitalismo. Es altamente improbable que todas las transacciones necesarias pudieran hacerse anónimamente, sin embargo, un gobierno podría mantenerse con impuestos sobre la propiedad (posiblemente teniendo que aumentarlos).

Algunas redes amigo-a-amigo te permiten controlar qué tipo de ficheros pueden tus amigos intercambiar con tu nodo, para evitar la posibilidad de intercambiar ficheros de los que tú desapruebas.
Un ideal común para las redes de iguales anónimas es hacer imposible que se pueda estorbar en la difusión de información. Esto es alcanzado típicamente a través del cifrado, haciendo un tipo de información indistinguible de otra.

## Desventajas técnicas de las redes P2P anónimas actuales
Hay una variedad de desventajas en el diseño actual de muchas aplicaciones y redes P2P anónimas. Una de las más importantes es que es difícil o imposible ocultar el hecho que estás ejecutando tal aplicación, significando esto que un gobierno simplemente podría ilegalizar su uso para evitar el libre flujo de información. En países donde el cifrado fuerte está prohibido, los gobiernos tienen fácilmente el poder de prohibir el uso del P2P anónimo.
La detección del uso de estas aplicaciones podría hacerse por una persona dentro de un ISP a través del uso de puertos no estándar como https o pop-ssl por defecto (esta solución, con el uso de una capa de SSL estándar, sería una forma muy simple de esteganografía). Los análisis de tráfico de todos los enlaces hecho por tu ISP podría mostrar fácilmente que estás reenviando automáticamente algunos documentos. Una solución a esto podría ser el envío de bytes de relleno incluso cuando los enlaces están inactivos. Mientras esto es una defensa efectiva, genera demasiado uso de ancho de banda adicional.
Las desventajas mencionadas anteriormente no son aplicables a redes anónimas P2P usadas en una red en malla inalámbrica o red inalámbrica Mesh. A diferencia de las conexiones de Internet, los usuarios no necesitan darse de alta en un proveedor de Internet para participar en dicha red, y son solo identificables a través de su hardware. Incluso si un gobierno quisiera prohibir el uso de software P2P inalámbrico, sería difícil forzar tal prohibición sin un infrigimiento considerable de las libertades de las personas. De otra manera, el gobierno podría prohibir la propia compra de hardware inalámbrico, o requerir que cada dispositivo inalámbrico fuese registrado bajo el nombre del propietario.

## Funcionamiento de P2P anónimo

### Anonimato y pseudonimato
Algunas de las redes comúnmente referidas como "P2P anónimas" son verdaderamente anónimas, en el sentido de que los nodos de la red no llevan identificadores. Otras son en realidad pseudónimas: en lugar de ser identificados por sus direcciones IP, los nodos son identificados por pseudónimos como claves criptográficas. Por ejemplo, cada nodo en la red MUTE tiene una dirección de superposición que se deriva de su clave pública. Esta dirección de superposición funciona como un pseudónimo para el nodo, permitiendo que se dirijan mensajes a él. En Freenet, por otro lado, los mensajes se enrutan usando claves que identifican piezas específicas de datos en lugar de nodos específicos; los propios nodos son anónimos.
El término anónimo se usa para describir ambos tipos de red porque es difícil, si no imposible, determinar si un nodo que envía un mensaje es el originador del mensaje o simplemente lo está reenviando en nombre de otro nodo. Cada nodo en una red P2P anónima actúa como un emisor y receptor universal para mantener el anonimato. Si un nodo fuera solo un receptor y no enviara, entonces los nodos vecinos sabrían que la información que estaba solicitando era solo para sí mismo, eliminando cualquier negación plausible de que era el destinatario (y consumidor) de la información. Por lo tanto, para permanecer anónimos, los nodos deben transportar información para otros en la red.

### Spam y ataques DoS en redes anónimas
Originalmente, las redes anónimas eran operadas por pequeñas y amistosas comunidades de desarrolladores. A medida que el interés en P2P anónimo aumentó y la base de usuarios creció, inevitablemente aparecieron usuarios maliciosos y probaron diferentes ataques. Esto es similar a Internet, donde el uso generalizado ha sido seguido por oleadas de spam y ataques de denegación de servicio (DoS, por sus siglas en inglés Denial of Service). Dichos ataques pueden requerir soluciones diferentes en redes anónimas. Por ejemplo, la lista negra de direcciones de red originadoras no funciona porque las redes anónimas ocultan esta información. Estas redes también son más vulnerables a ataques DoS debido al menor ancho de banda, como se ha demostrado en ejemplos en la red Tor.
Una conspiración para atacar una red anónima podría considerarse piratería informática criminal, aunque la naturaleza de la red hace que esto sea imposible de procesar sin comprometer el anonimato de los datos en la red.

## Tipos de redes Opennet y Darknet
Como en las redes P2P convencionales, las redes P2P anónimas pueden implementar el tipo de red opennet o darknet (a menudo denominadas de tipo amigo a amigo, es decir F2F). Cómo un nodo en la red selecciona nodos pares:
- En la red Opennet, los nodos pares se descubren automáticamente. No se requiere configuración, pero hay poco control disponible sobre qué nodos se convierten en pares.[1]
- En la darknet, los usuarios establecen conexiones manualmente con nodos administrados por personas que conocen. Por lo general, la darknet necesita más esfuerzo para configurarse, pero un nodo solo tiene como pares a nodos de confianza.

Algunas redes, como Freenet, admiten ambos tipos de redes simultáneamente (un nodo puede tener algunos nodos pares darknet agregados manualmente y algunos nodos pares opennet seleccionados automáticamente).
En una red de amigo a amigo (o F2F), los usuarios solo establecen conexiones directas con personas que conocen. Muchas redes F2F admiten la comunicación anónima o seudónima indirecta entre usuarios que no se conocen ni confían mutuamente. Por ejemplo, un nodo en una posición de amigo a amigo puede reenviar automáticamente un archivo (o una solicitud de archivo) de manera anónima entre dos "amigos", sin revelar el nombre o la dirección IP del otro. Estos "amigos" pueden a su vez reenviar el mismo archivo (o solicitud) a sus propios "amigos", y así sucesivamente. Los usuarios en una red de amigo a amigo no pueden descubrir quiénes más están participando más allá de su propio círculo de amigos, por lo que las redes F2F pueden crecer en tamaño sin comprometer el anonimato de sus usuarios.
Algunas redes de amigo a amigo permiten al usuario controlar qué tipo de archivos se pueden intercambiar con "amigos" dentro del nodo, con el fin de evitar que se intercambien archivos que el usuario desaprueba.

## Programas P2P anónimos
- I2P - una red para el anonimato fuerte, con muchas aplicaciones de intercambio de ficheros, irc, correo electrónico, mensajero instantáneo (Software libre).
- Azureus, un cliente BitTorrent con la opción de usar I2P o Tor (software libre, escrito en Java).
- ANts P2P permite compartir ficheros a través del P2P y la publicación a través de HTTP.
- Entropy - una alternativa a Freenet
- Freenet - un sistema de ficheros distribuido resistente a la censura para la publicación anónima de contenidos (software libre, escrito en Java)
- GNUnet - aplicación anónima de compartición de ficheros.
- Marabunta - una red distribuida P2P y anónima que únicamente utiliza UDP como protocolo de nivel de transporte.
- MUTE - una red anónima de compartición de ficheros. MFC Mute y Napshare son cliente alternativos.
- Nodezilla
- Rodi
- RShare - Red anónima de intercambio de ficheros con capacidad de búsqueda (software libre, escrito en .NET Framework 2.0)
- StealthNet - Programa p2p anónimo para intercambiar ficheros que utiliza la red RShare.
- Share - el sucesor de Winny
- Tor - encaminamiento anónimo (Software libre, escrito en C).
- TribalWeb - para redes pequeñas amigo-a-amigo de 2 a 50 usuarios - Ahora llamado GigaTribe.
- WASTE - para redes pequeñas entre 3 y 50 usuarios.
- Winny - fue extremadamente popular en Japón (freeware, escrito en C++ para Windows) No se recomienda su uso debido a la gran cantidad de spyware.

### Clientes P2P privados
Las redes privadas P2P son redes P2P que solo permiten que algunos equipos confiables entre sí compartan archivos. Esto se puede lograr utilizando un servidor central o un hub para autenticar a los clientes, en cuyo caso la funcionalidad es similar a un servidor FTP privado, pero con transferencias de archivos directamente entre los clientes. Alternativamente, los usuarios pueden intercambiar contraseñas o claves con sus amigos para formar una red descentralizada.
Algunos ejemplos:
- Syncthing - Es una aplicación de sincronización de archivos P2P de código abierto y gratuita. Puede sincronizar archivos entre dispositivos, y la seguridad de los datos está integrada en el diseño del software.
- Resilio Sync - Esta es una alternativa propietaria a Syncthing.

## Redes hipotéticas o difuntas
- Anonet - Anonet
- Crowds - Sistema de Reiter y Rubin para "mezclarse entre la muchedumbre"
- Invisible IRC Project - IRC anónimo
- Infrastructure for Resilient Internet Systems
- Mnet - un sistema de ficheros distribuido